# تشي بنغ
ولد تشي بنغ في عام1981،هو مصور فوتوغرافي وفنان يعيش ويعمل في بكين، الصين. 
ولد تشي في يانتاى بمقاطعة شاندونغ، الصين في عام 1981، ودخل الأكاديمية المركزية للفنون الجميلة ( CAFA ) في عام 2001، وتخرج من قسم الإعلام الرقمي بالأكاديمية المركزية للفنون الجميلة (CAFA) في عام 2005. 

## سيرة شخصية
تخرج تشي بينغ من الأكاديمية المركزية للفنون الجميلة في بكين، وكان التصوير الفوتوغرافي هو موضوعه الرئيسي، في عام 2005. خلال دراسته تم اختياره من قبل فنغ بويي. يعد تشي بينغ واحدًا من أكثر الفنانين الصينيين طلبًا لمعارض التصوير الفوتوغرافي في جميع أنحاء العالم.